# Liang méridional
Pour les articles homonymes, voir Liang.
397–c.414
Entités précédentes :
- Liang postérieur

Entités suivantes :
- Liang septentrional
- Qin occidental

Le Liang méridional (chinois: 南凉, Hanyu pinyin Nánliáng) (397-414) était un État de la période des Seize Royaumes de la Chine.
Il a été fondé par la famille Tufa des Xianbei. 
Tous les dirigeants du Liang méridional se sont dits de la noblesse Wang.

## Souverains du Liang méridional
1. Tufa Wugu (en) (禿髮烏孤), règne de 397 à 399
2. Tufa Lilugu (en) (禿髮利鹿孤), règne de 399 à 402, son frère
3. Tufa Rutan (en) (禿髮傉檀), règne de 402 à 414, son frère